# Irlanda del Norte en la Copa Mundial de Fútbol de 1986
Irlanda del Norte es una de las 24 selecciones participantes en la Copa Mundial de Fútbol de México 1986, la que es su tercera participación en un mundial y la segunda de manera consecutiva.

## Clasificación
Irlanda del Norte enfrentó en una pentagonal a Inglaterra, Turquía, Finlandia y Rumania para definir a dos clasificados. Irlanda del Norte logró la clasificación, luego de empatar 0-0 con Inglaterra en Londres, en la última fecha de la eliminatoria. Eso sí, los norirlandeses aventajaron por un punto a Rumania, para acompañar a los ingleses, en la cita mundialista de México.

### Grupo 3
| Pos. | Equipo            | Pts. | PJ | G | E | P | GF | GC | Dif. | Clasificación |     | ENG | NIR | ROU | FIN | TUR |
| ---- | ----------------- | ---- | -- | - | - | - | -- | -- | ---- | ------------- | --- | --- | --- | --- | --- | --- |
| 1    | Inglaterra        | 16   | 8  | 4 | 4 | 0 | 21 | 2  | +19  | Clasificado   |     | —   | 0-0 | 1–1 | 5–0 | 5–0 |
| 2    | Irlanda del Norte | 14   | 8  | 4 | 2 | 2 | 8  | 5  | +3   | Clasificado   |     | 0–1 | —   | 3–2 | 2–1 | 2–0 |
| 3    | Rumania           | 12   | 8  | 3 | 3 | 2 | 12 | 7  | +5   |               |     | 0–0 | 0–1 | —   | 2–0 | 3–0 |
| 4    | Finlandia         | 11   | 8  | 3 | 2 | 3 | 7  | 12 | −5   |               | 1–1 | 1–0 | 1–1 | —   | 1–0 |     |
| 5    | Turquía           | 1    | 8  | 0 | 1 | 7 | 2  | 24 | −22  |               | 0–8 | 0–0 | 1–3 | 1–2 | —   |     |

 Fuente: 

## Jugadores
Estos son los 22 jugadores convocados para el torneo:

## Resultados
Irlanda del Norte fue eliminada en el grupo D.
| País              | J | G | E | P | GF | GC | GD | Pts |
| ----------------- | - | - | - | - | -- | -- | -- | --- |
| Brasil            | 3 | 3 | 0 | 0 | 5  | 0  | +5 | 6   |
| España            | 3 | 2 | 0 | 1 | 5  | 2  | +3 | 4   |
| Irlanda del Norte | 3 | 0 | 1 | 2 | 2  | 6  | −4 | 1   |
| Argelia           | 3 | 0 | 1 | 2 | 1  | 5  | −4 | 1   |

| 3 de junio de 1986 | Argelia    | 1-1     | Irlanda del Norte | Estadio Tres de Marzo, Guadalajara                         |                                                            |
|                    | Zidane 59' | Reporte | Whiteside 6'      | Asistencia: 22 000 espectadores Árbitro(s): Valeri Butenko | Asistencia: 22 000 espectadores Árbitro(s): Valeri Butenko |

| 7 de junio de 1986 | Irlanda del Norte | 1-2     | España                      | Estadio Tres de Marzo, Guadalajara                          |                                                             |
|                    | Clarke 47'        | Reporte | Butragueño 2' · Salinas 18' | Asistencia: 28 000 espectadores Árbitro(s): Horst Brummeier | Asistencia: 28 000 espectadores Árbitro(s): Horst Brummeier |

| 12 de junio de 1986 | Irlanda del Norte | 0-3     | Brasil                       | Estadio Jalisco, Guadalajara                                   |                                                                |
|                     |                   | Reporte | Careca 15' 87' · Josimar 42' | Asistencia: 51 000 espectadores Árbitro(s): Siegfried Kirschen | Asistencia: 51 000 espectadores Árbitro(s): Siegfried Kirschen |